# Балка Кірюшина
Балка Кірюшина — балка (річка) в Україні у П'ятихатському районі Дніпропетровської області. Ліва притока річки Жовтої (басейн Дніпра).

## Опис
Довжина балки приблизно 6,61 км, найкоротша відстань між витоком і гирлом — 5,85  км, коефіцієнт звивистості річки — 1,13 . Формується декількома струмками та загатами.

## Розташування
Бере початок у селі Савро. Тече переважно на північний захід і у селі Мар'янівка впадає у річку Жовту, ліву притоку річки Інгулець.
Населенні пункти вздовж берегої смуги: Запорожець.

## Цікаві факти
- У XX столітті на балці існували свино,-птахо-тваринні ферми (СТФ, ПТФ), водокачка та відстійник[2].